# 행담도

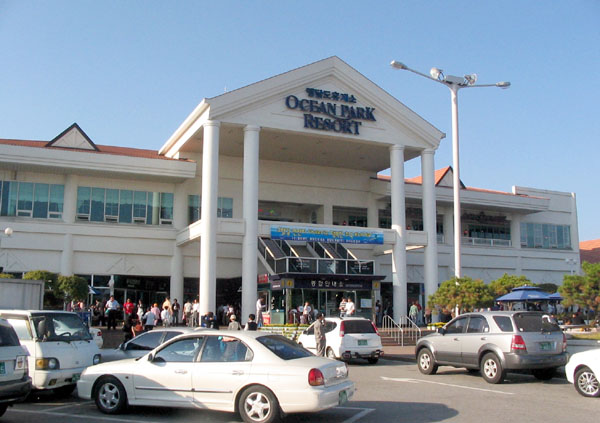
행담도휴게소

행담도(行淡島)는 충청남도 당진시 신평면 매산리에 속하는 섬으로, 아산만에 위치한다. 서해안고속도로가 건설되면서 서해대교가 이 섬을 지나가게 되었고, 서해안고속도로의 행담도휴게소가 설치되어 있다. 그리고 모다아울렛이 들어와 있으며 서해대교기념관이 있다.
2017년 행담도휴게소 매출액은 342억원으로 경기 이천시 영동고속도로 덕평휴게소 510억원에 이어 두번째다.